# Горбунов, Павел Иванович
Павел Иванович Горбунов (род. 1 января 1946) — российский политический деятель. Член Совета Федерации Федерального Собрания Российской Федерации  от Тамбовской области.

## Биография
В марте 1990 г. был избран народным депутатом РСФСР, входил во фракцию «Коммунисты России», с 1992 г. работал на постоянной основе в Комитете Верховного Совета РФ по строительству, архитектуре и жилищно-коммунальному хозяйству; после роспуска Верховного Совета и Съезда народных депутатов в 1993 г. создал и возглавил фирму «Жилищная инициатива»;
Руководитель строительной компании «Козерог» (Тамбов).

### Совет Федерации
Депутат Совета Федерации Федерального Собрания Российской Федерации первого созыва от Тамбовской области с января 1994 по январь 1996, избран 12 дек. 1993 по Тамбовскому двухмандатному избирательному округу № 68.